# 天主教塔古姆教区
天主教塔古姆教區 （拉丁語：Dioecesis Tagamna）是菲律賓一個羅馬天主教教區，屬天主教達沃總教區。轄區包括北達沃省及康波斯特拉谷省。
2010年有教友1,203,568人、39個堂區、95名司鐸。現任教區主教為維爾弗雷多·曼拉帕茲，主教座堂為基督君王座堂，位於北達沃省首府塔古姆。
1962年1月13日設自治監督區，1980年11月10日升為教區。